# Faïza Guène
Faïza Guène (Bobigny, 1985) és una jove novel·lista francesa, els pares de la qual són d'origen algerià.

## Formació
Va assistir al Collège Jean Jaurès, i després al Liceu Marcelin Berthelot, a Pantin. Va començar els estudis de sociologia a la Université Paris-VII de St Denis, abans d'abandonar-los per continuar escrivint i dirigint a temps complet.

## Activitat artística
La seva primera novel·la, Demà si fa no fum (Kiffe kiffe demain), va ser un dels llibres més venuts durant l'any 2004, se'n van editar 200.000 exemplars i es va traduir a 22 llengües. El 2006 publicà Du rêve pour les oufs. L'any 2008, Les gens du Balto. I més tard, el 2014, Un homme, ça ne pleure pas. El gener de 2018 ha publicat Millénium blues.
També ha dirigit diversos curtmetratges, La Zonzonnière, el 1999, RTT i Rumeurs, el 2002, Rien que des mots, el 2004. També va dirigir un documental titulat Mémoires du 17 octobre 61, el 2002.

## Les novel·les
Kiffe kiffe demain (2004) és la història de Dòria, una adolescent de quinze anys d'origen marroquí que viu en una ciutat dormitori a la perifèria de París amb la seva mare, perquè el pare les ha abandonat per casar-se al Marroc amb una jove que li pugui donar un fill. Narra les seves vivències amb un llenguatge molt directe, reflex del que fa servir la joventut i manté una visió bastant negativa de la vida, veu poques possibilitats en tot el que es troba al seu voltant. Les seves relacions amb Hamoudi, el seu treball de cangur, els seus estudis fracassats, malgrat la desinteressada ajuda de Nabil, un veí... tot ho expressa amb humor cínic i expressions del llenguatge juvenil... fins al dia en què es descobreix a si mateixa enamorada del mateix Nabil de qui sempre s'havia burlat, i alguna cosa canvia aleshores en la seva perspectiva.
Du rêve pour les oufs, Faïza Guène presenta Alhème, de 24 anys, que té al càrrec la seva família: el pare i un germà petit, que és per a ella una gran font de preocupació; així, ella encadena feines estranyes no realment gratificants per subsistir i aprofita el suport de totes les persones, sàvies o tendres, amb qui es creua. L'autora exposa en aquesta obra, una dimensió social més clara que en obres anteriors; s'hi reflecteix la situació de la segona generació d'immigrants i aporta una nova mirada sobre el paper que hi té la dona, en aquest context, ja que gran part de les solucions per als suburbis graviten en el coratge i la lucidesa que són capaces d'aportar-hi les noies.
Les gens du Balto se situa en una població de mala mort de França, el Balto (al bar-quiosc-estanc del poble) és el punt de trobada de tot un seguit de personatges maltractats per la vida. Amb finor i humor negre, Faïza Guène recrea el llenguatge de cada un d'ells mentre ofereix un retrat de la França actual.
Un homme, ça ne pleure pas presenta els components de la família Chennoun, travessada per una línia que separa, d'una banda, la tradició, i de l'altra, la modernitat. La transició d'una posició a una altra es produeix amb tensió, dubtes i amb conflictes interiors de cadascun dels seus membres i en les relacions entre ells.  
Millénium blues és un relat dolç i amarg que narra vint anys de la vida de Zouzou, una jove nascuda de mare francesa i un pare de la Cabília, a través de moments clau de la seva existència i també de la història francesa contemporània. Amb l'estil punyent i la vivacitat expressiva que ja tenia en les seves primeres obres, en aquesta novel·la observa la seva generació amb aquest mateix bisturí, tractat amb encara més emoció.

## Obra
- Kiffe kiffe demain. Paris: Hachette Littératures, 2004. (Traduïda al català: Demà, si fa no fum. Al castellà: Mañana será otro día. I a l'anglès: Kiffe Kiffe Tomorrow)
- Du rêve pour les oufs. Paris: Hachette Littératures, 2006. (Traduïda al castellà: Sueños para marginados. I a l'anglès: Dreams from the Endz)
- Les gens du Balto. Paris: Hachette Littératures, 2008. (Traduïda al català: Els clients del Balto. Al castellà: El caso del bar Balto)
- Un homme ça ne pleure pas. París: Fayard, 2014
- Millénium blues, París: Fayard, 2018